# Amerila vitrea
Amerila vitrea là một loài bướm đêm thuộc phân họ Arctiinae, họ Erebidae.